# نیروی قدس سپاه پاسداران انقلاب اسلامی
نیروی قدس سپاه پاسداران انقلاب اسلامی یا سپاه قدس یکی از نیروهای پنجگانه سپاه پاسداران انقلاب اسلامی در ایران است که مسئولیت فعالیت‌های نظامی برون‌مرزی را برعهده دارد. این نیرو در جریان جنگ ایران و عراق تأسیس شد و هدف آن عملیات در خاک عراق بود.
برخی منابع نفرات این نیرو را تا ۵۰٬۰۰۰ تن تخمین زده‌اند. فرمانده این نیرو، تا ۱۳ دی ۱۳۹۸ قاسم سلیمانی بود که پس از ترور سلیمانی در حمله ۲۰۲۰ به فرودگاه بین‌المللی بغداد، اسماعیل قاآنی از سوی سید علی خامنه‌ای به فرماندهی سپاه قدس منصوب شد. ایالات متحده آمریکا در سال ۱۳۹۸ نیروی قدس سپاه را به عنوان یک سازمان تروریستی نام‌گذاری کرد.
از طریق نیروی قدس ایران طی دهه‌ها منابع قابل توجهی را برای تقویت قابلیت‌های نظامی هر گروه محور مقاومت اختصاص داده و ارتباطات ضروری بین آن‌ها را ایجاد کرده است. محور مقاومت متشکل از حزب‌الله لبنان، حماس، جهاد اسلامی فلسطین، جنبش حوثی‌های یمن، گروه‌های شیعه در عراق و سوریه، و رژیم سوریه است.
نیروی قدس، با وجود اینکه عمدتاً در خارج از ایران فعال است، در سرکوب اعتراضات داخلی نیز نقش داشته است؛ از جمله در اعتراضات آبان ۱۳۹۸. این نیرو در بازداشت، شکنجه و جاسوسی از فعالان مشارکت داشته است. چنین اقداماتی با محکومیت‌های جهانی روبه‌رو شده و موجب اعمال تحریم‌هایی به‌دلیل نقض حقوق بشر شده‌اند.

## تاریخچه
نیروهای قدس در جنگ ایران و عراق به‌عنوان نیروی مرزی سپاه پاسداران انقلاب اسلامی تشکیل شد  و فعالیتش را با حمایت از کردها برای مقابله با صدام حسین در زمان جنگ ادامه داد. همچنین با حمایت از احمد شاه مسعود در جنگ شوروی در افغانستان و بعدها در مقابله با طالبان دامنه فعالیتش را گسترش داد. همچنین گزارش‌هایی از نیروهای قدس مبنی بر حمایت از مبارزان مسلمان بوسنیایی در جنگ بوسنی در دست است.
همچنین این نیرو در پوشش فعالیت‌های فرهنگی و هنری در خارج از ایران فعالیت‌های ایذایی و اطلاعاتی دارد و به ساخت فیلم‌های مستند ضد غربی در خارج از ایران می‌پردازد.
فرمانده سپاه قدس، قاسم سلیمانی بود. این سپاه نقش مهمی در جنگ ۸ ساله با حزب بعث عراق داشت.

## مأموریت

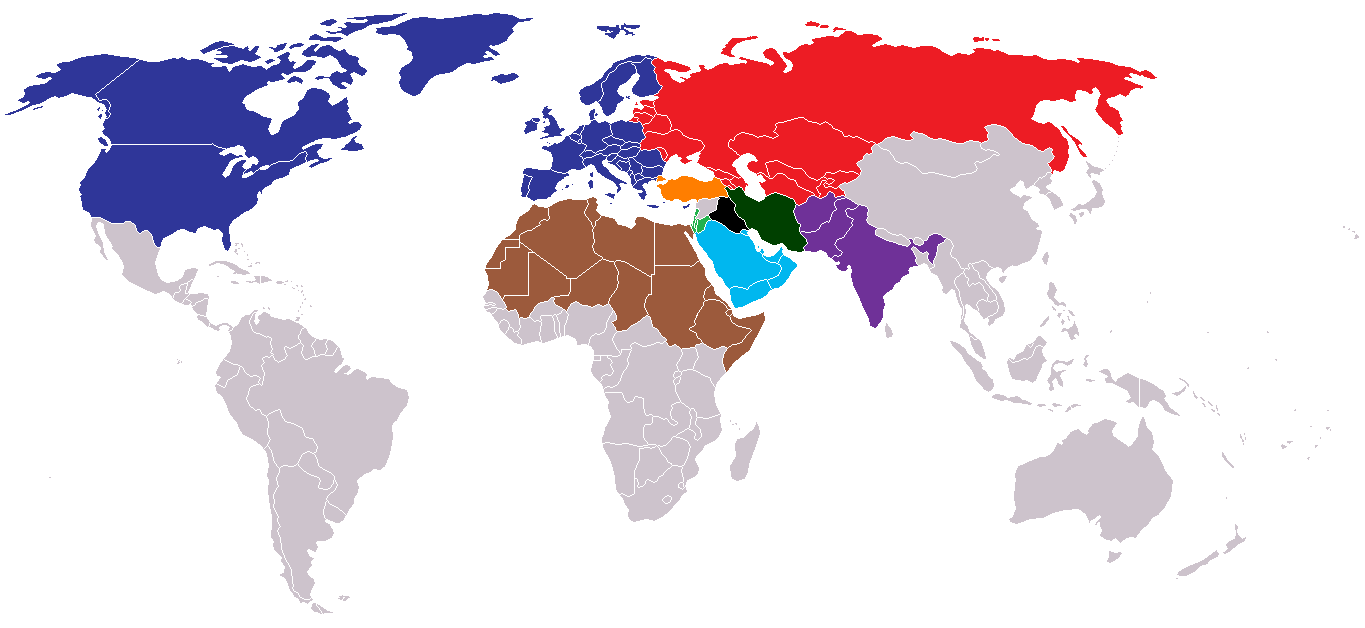
۸ منطقه عملیاتی سپاه قدس

مأموریت اصلی نیروی قدس، سازماندهی، پروراندن، تجهیز کردن و سرمایه‌گذاری بر جنبش‌های انقلابی اسلامی است. در ضمن نیروی قدس مسئولیت راهبرد سیاست‌های خارجی نظام را بر عهده دارد.
به گفته فریبرز صارمی، استاد دانشگاه و پژوهشگر روابط بین‌الملل مقیم آلمان، سپاه قدس نفوذ بسیار زیادی در عراق، لبنان، سوریه و به کل در خاورمیانه دارد. قاسم سلیمانی فرمانده سابق آن، در صدد مبارزه با عربستان و ترکیه، و جلوگیری از کاهش قدرت شیعه در عراق بود.
رایت روبین فرمانده نیروهای آمریکایی منطقه فعالیت این نیروها را به هشت دسته تقسیم می‌کند:
- کشورهای غربی
- عراق
- افغانستان، پاکستان، و هند
- اسرائیل، لبنان، و اردن
- ترکیه
- آفریقای شمالی
- شبه جزیره عربستان
- جمهوری‌های اتحاد جماهیر شوروی سابق

## تعداد نفرات
تعداد نفرات این نیرو مشخص نیست ولی تعدادی بر پایه حدس تعداد آن‌ها را ۲۰۰۰ نفر با ۸۰۰ هسته مرکزی گزارش داده‌اند و تعدادی آن‌ها را ۳۰۰۰ تا ۵۰٬۰۰۰ نفر گزارش دادند.

## توانایی
محمد عابدین مسئول مرکز مطالعات تروریسم در لندن، اعضای این گروه را افرادی باهوش و ماهر دانسته و همچنین آن‌ها را خودمختار معرفی می‌کند که خودشان تصمیم گیرنده برای فعالیت‌های برون مرزی هستند.

## اقدامات
انفجار مقر تفنگداران آمریکایی و فرانسوی در بیروت (لبنان) در ۲۱ اکتبر ۱۹۸۳ به سپاه قدس نسبت داده می‌شود. در این عملیات دو نفر از اعضای حزب‌الله لبنان دو کامیون با بار مواد منفجره‌ای در حدود ۵۴۰۰ کیلوگرم تی‌ان‌تی را به بلوک‌های ساختمان کوبیدند و انفجار بزرگی به وجود آوردند که در اثر آن بیش از ۲۸۶ نفر از نیروهای آمریکایی و فرانسوی کشته شدند. پس از این حوادث نیروهای آمریکا و فرانسه لبنان را ترک کردند و سربازان اسرائیلی نیز تا ماه ژوئن ۱۹۸۵، از بخش عمده خاک لبنان خارج شدند.
لوئیس فری، رئیس سابق اف‌بی‌آی که برای بررسی ترور ۲۵ ژوئن ۱۹۹۶ به عربستان سعودی اعزام شده بود، سپاه پاسداران و نیروی قدس را در این عملیات تروریستی دارای نقش دانسته است. در آن عملیات، انفجاری در برج‌های خوبر و در پایگاه نیروهای آمریکایی در شهر دهران عربستان رخ داد. مواد منفجره از لبنان با کامیونی از نوع تانکر انتقال گاز قاچاق شده بود و حاوی ده‌هزار کیلوگرم TNT بود و ۱۹ سرباز آمریکایی کشته شده و حدود ۴۰۰نفر مجروح شدند. به گفته لوئیس فری، در سال ۱۹۹۷ ولیعهد وقت عربستان، امیر عبدالله، در حاشیه اجلاس سران کشورهای اسلامی دراسلام‌آباد، خطاب به هاشمی رفسنجانی گفته بود: «ما می‌دانیم شما عملیات خوبر را انجام دادید.» رفسنجانی در پاسخ اصرار داشته که خودش شخصاً درگیر این کار نبوده و با اشاره به علی خامنه‌ای گفته است: «او این کار را کرده است.»
به گفته فریبرز صارمی، استاد دانشگاه و پژوهشگر روابط بین‌الملل مقیم آلمان، «در سال‌های گذشته هزاران نفر از واحد قدس و سپاه پاسداران در عراق فعال بودند، به‌ویژه از شیعه‌های عراق حمایت کردند. در سال ۲۰۰۸ موقعی که مبارزه آمریکا با مقتدی صدر خیلی بالا گرفت، قاسم سلیمانی این تنش را تاحدی کاهش داد.»
به گزارش روزنامه الشرق الاوسط به نقل از یک مقام ارشد امنیتی عراقی، سپاه قدس مسئول رویداد النخیب که ۳۰ عراقی زایر که از سوریه بازمی‌گشتند کسته شدند، بوده است. نیروهای امنیتی عراقی هدف این ترور را ایجاد تفرقه و فتنه طایفه‌ای در عراق ارزیابی کرده‌اند. این مقام امنیتی عراقی معتقد بود «نیروی قدس به شدت به‌دنبال کنترل جاده بین عراق و سوریه است و مسئولیت این نیرو گماردن نیروهای نظامی و امنیتی در حد فاصل این جاده است تا بر تمامی مناطق سنی‌نشین خصوصاً در فرمانداری الانبار تسلط کامل داشته باشد؛ و نیروی قدس به‌دنبال ایجاد جای پایی در بین مرز عراق و عربستان سعودی هستند و چندین‌بار تلاش‌هایی برای کنترل آن انجام داده‌اند.»
در هنگام خیزش مردم کشورهای عربی، این نیرو به حمایت از گروه‌های شیعه و دخالت در امور داخلی برخی کشورها متهم شد.
روزنامه الشرق الاوسط به نقل از یک مقام ارشد امنیتی عراقی می‌نویسد سپاه قدس در تمامی زمینه‌های سیاسی، اقتصادی و امنیتی و به‌ویژه در منطقه حفاظت شده سبز بغداد (که سفارتخانه‌های غربی و عربی و ادارات و خانه‌های مقامات دولتی و اعضای پارلمان عراق در آن قرار دارد) نفوذ دارد. به گفته او «اعضای سپاه پاسداران به درون منطقه سبز با پوشش محافظ فیزیکی مقامات دولتی و سیاستمداران عراقی که اکثراً از طرفداران احزاب شیعه عراقی هستند، نفوذ کرده‌اند.» او معتقد است عراقی‌های شیعه در سپاه قدس استخدام شده و آموزش دیده‌اند. سپاه قدس در تمامی بخش‌های عراق پراکنده هستند و نفوذ دارند، و حتی به مناطق کردنشین با تأسیس شرکت‌های تجاری نفوذ کرده‌اند.

### در سوریه
از ابتدای جنگ داخلی سوریه در سال ۲۰۱۱، برخی منابع خبری از حضور نیروهای سپاه قدس برای کمک به بشار اسد خبر دادند. در سال ۲۰۲۰، خبرگزاری فارس در گزارش خود با اشاره به شروع اعتراضات مردمی علیه حکومت بشار اسد در جریان بهار عربی در سال ۲۰۱۱ گفته است نیروی انتظامی با هماهنگی نیروی قدس به کمک پلیس سوریه رفته تا با شورش‌های خیابانی مقابله کند. بنابر این گزارش، «کارشناسان» نیروی انتظامی به آموزش و توجیه پلیس سوریه برای سرکوب «شورش‌های خیابانی» پرداخته‌اند و از آنجا که پلیس سوریه از کمبود تجهیزات برای مقابله با معترضان برخوردار بوده، تجهیزات مقابله با «شورش خیابانی» به پلیس سوریه داده‌اند. تا قبل از ظهور داعش، دیده‌بان حقوق بشر سوریه در گزارش خود شمار قربانیان درگیری‌های داخلی این کشور را بر اساس مستنداتی که در اختیار دارد ۱۲۰ هزارو ۲۹۶ تن اعلام کرده است.

#### اعتراف سپاه به سرکوب اعتراضات سوریه
دو رسانه سپاه پاسداران انقلاب اسلامی با انتشار گزارشی دربارهٔ فعالیت‌های نیروی قدس سپاه پاسداران انقلاب اسلامی، پس از سال‌ها تأیید کردند که نیروی قدس به فرماندهی قاسم سلیمانی از زمان آغاز اعتراضات مردم سوریه در اوایل سال ۲۰۱۱، در سرکوب این اعتراضات، نقش داشته است و به پلیس این کشور، دربارهٔ چگونگی سرکوب اعتراضات و اقدامات اطلاعاتی و امنیتی بر ضد معترضان، آموزش داده و به آن‌ها جنگ‌افزار و تجهیزات سرکوب داده است.
قاسم سلیمانی در پی اعتراضات سراسری مردم سوریه، بشار اسد را متقاعد کرد که تسلیم خواسته‌های مردم سوریه نشود.
لبنان
در لبنان، نیروی قدس نقش مهم و مداومی ایفا می‌کند که در حقیقت، حمایت از حزب‌الله و سایر گروه‌هایی است که با ایران روابط دوستانه دارند. اقدامات نیروی قدس در لبنان، بخشی از یک راهبرد گسترده‌تر است که شامل جنگهای نامتقارن، عملیات اطلاعاتی و پشتیبانی از گروه‌های مسلح در سراسر خاورمیانه می‌شود.
یکی از اصلی‌ترین شیوه‌های حضور نیروی قدس در لبنان، شراکت نزدیک آن با حزب‌الله است. این نیرو از طریق واحد ۱۹۰، واحد ۷۰۰، و واحد ۱۸۰۰۰، سلاح، آموزش، منابع مالی، و مشاوره های استراتژیکی در اختیار حزب‌الله قرار می‌دهد. این پشتیبانی به حزب‌الله کمک کرده است تا به یک نیروی قدرتمند نظامی و سیاسی در لبنان تبدیل شود و در چارچوب تلاش‌های ایران برای به چالش کشیدن اسرائیل در منطقه، یک نقش اساسی ایفا کند. نیروی قدس، همچنین آموزش جنگجویان را هم در لبنان و هم در ایران بر عهده دارد. این نیرو، به ایجاد زیرساخت‌های نظامی و از جمله انبارهای تسلیحاتی در جنوب لبنان، کمک می‌کند. این انبارها، گاه در نزدیکی مناطق مسکونی و یا تأسیسات سازمان ملل قرار دارند که خطرات درگیری را افزایش می‌دهند.
نیروی قدس همچنین مستقیماً در برنامه‌ریزی حملات نقش دارد. برای مثال، فردی به نام حسن علی محمود بدیر که با هر دو گروه حزب‌الله و نیروی قدس همکاری می‌کرد، اخیراً در بیروت کشته شد. گزارش‌ها حاکی از آن است که او در حال هماهنگی حملاتی بین حماس و حزب‌الله بود که هدف آن‌ها غیرنظامیان اسرائیلی بودند. این موضوع نشان میدهد که نیروی قدس، تنها از دور پشتیبانی نمی‌کند، بلکه در طراحی و اجرای عملیات‌ها نیز نقش فعالی دارد.
اسماعیل قاآنی، فرمانده نیروی قدس، به‌ویژه پس از حمله ۷ اکتبر حماس به اسرائیل، بارها از لبنان بازدید کرده است. این سفرها با هدف تقویت همکاری میان ایران، حزب‌الله، و گروه‌های فلسطینی انجام می‌شود. با این حال، حتی با وجود حضور او، حزب‌الله همچنان بیشتر عملیات‌ را در لبنان، به‌صورت مستقل هدایت می‌کند. لبنان تنها بخشی از مأموریت گسترده‌تر نیروی قدس است. این نیرو، از گروه‌های مسلح در سوریه، عراق، یمن و سرزمین‌ فلسطین نیز حمایت می‌کند. این تلاش‌ها، بخشی از راهبرد منطقه‌ای ایران برای افزایش نفوذ و به چالش کشیدن قدرت‌های رقیب، به‌ویژه اسرائیل و ایالات متحده هستند.
در ماه‌های اخیر، اسرائیل حملاتی را برای کشتن اعضای نیروی قدس و متحدان آن در لبنان انجام داده و اعلام کرده که این افراد، در حال برنامه‌ریزی برای حمله به غیرنظامیان بوده‌اند. ترور افرادی مانند حسن بدیر، نشان می‌دهد که نیروی قدس تا چه حد در برنامه‌ریزی عملیات‌های نظامی، دخالت مستقیم دارد. حضور نیروی قدس در لبنان، همچنین موجب شعله‌ور شدن دوره‌ای درگیری‌ها میان حزب‌الله و اسرائیل می‌شود. حتی زمانی که آتش‌بس‌ نیز برقرار است، اقدامات نیروی قدس، اغلب منجر به نقض آن‌ و از سرگیری درگیری‌ها می‌شود و بدین ترتیب، دستیابی به صلح در منطقه را دشوارتر می‌سازد.

### در عراق
در سفر اسماعیل قاآنی به عراق، به منظور هماهنگی انتخاب نخست‌وزیر در عراق، دفتر سید علی سیستانی درخواست نشست وی را رد کرد.

## آمار و جنایات جنگی

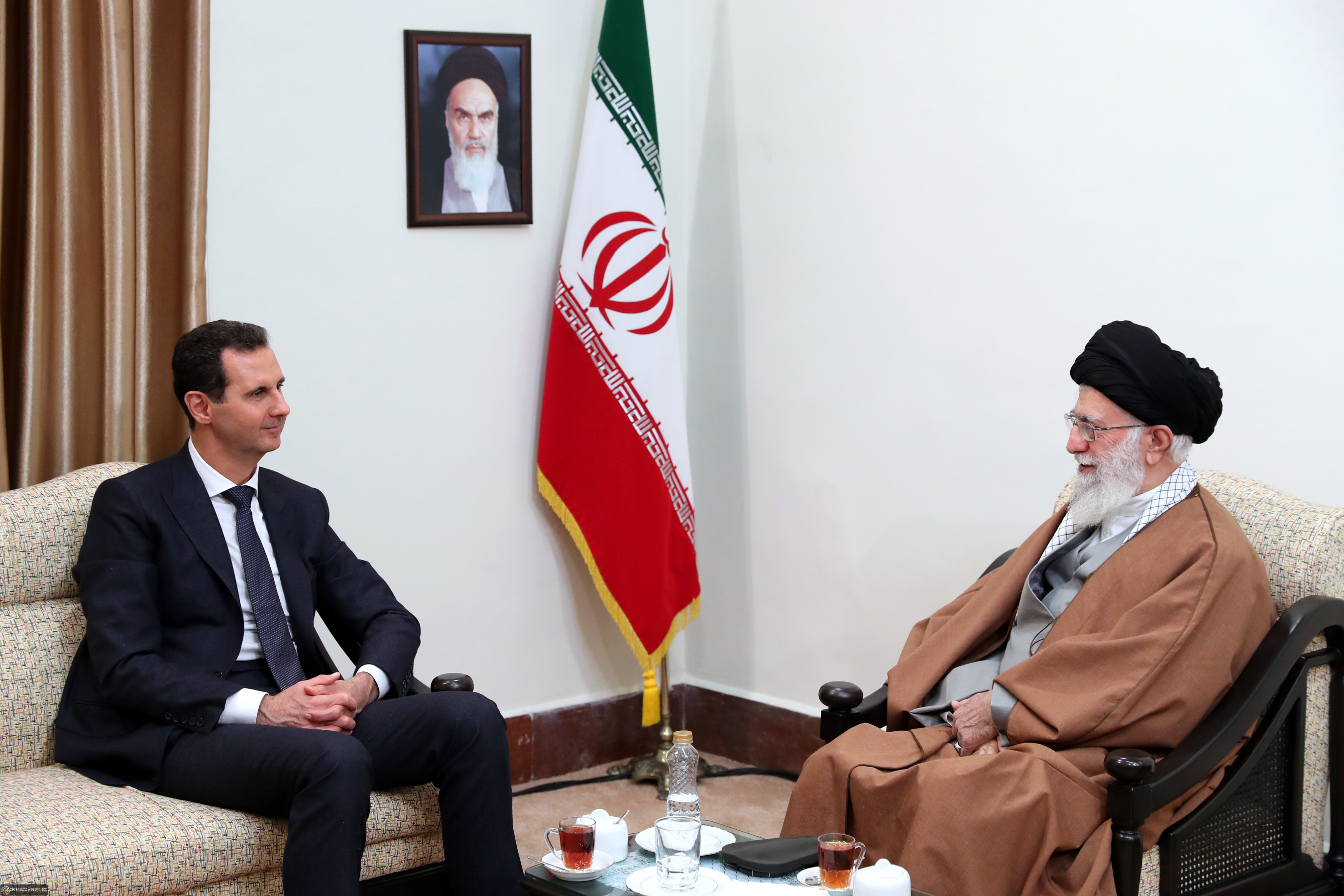
دیدار سید علی خامنه‌ای و بشار اسد.

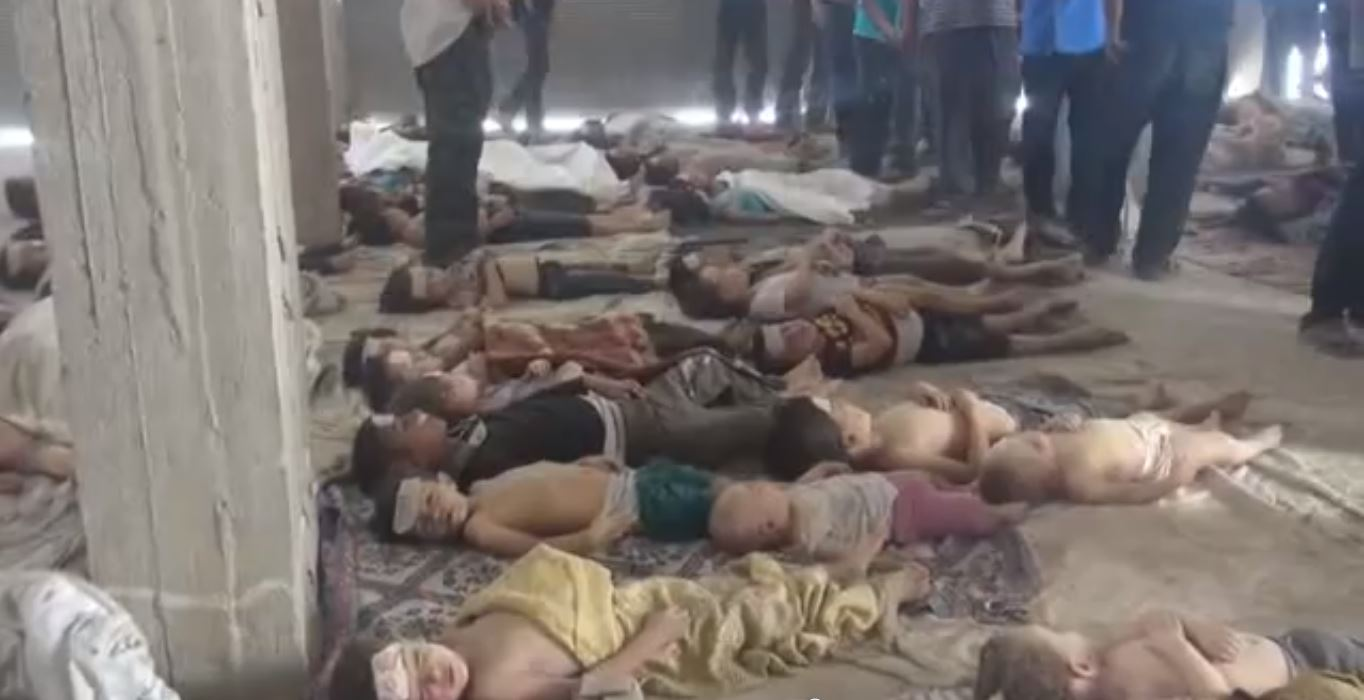
مرگ کودکان بر اثر حملات نیروهای بشار اسد

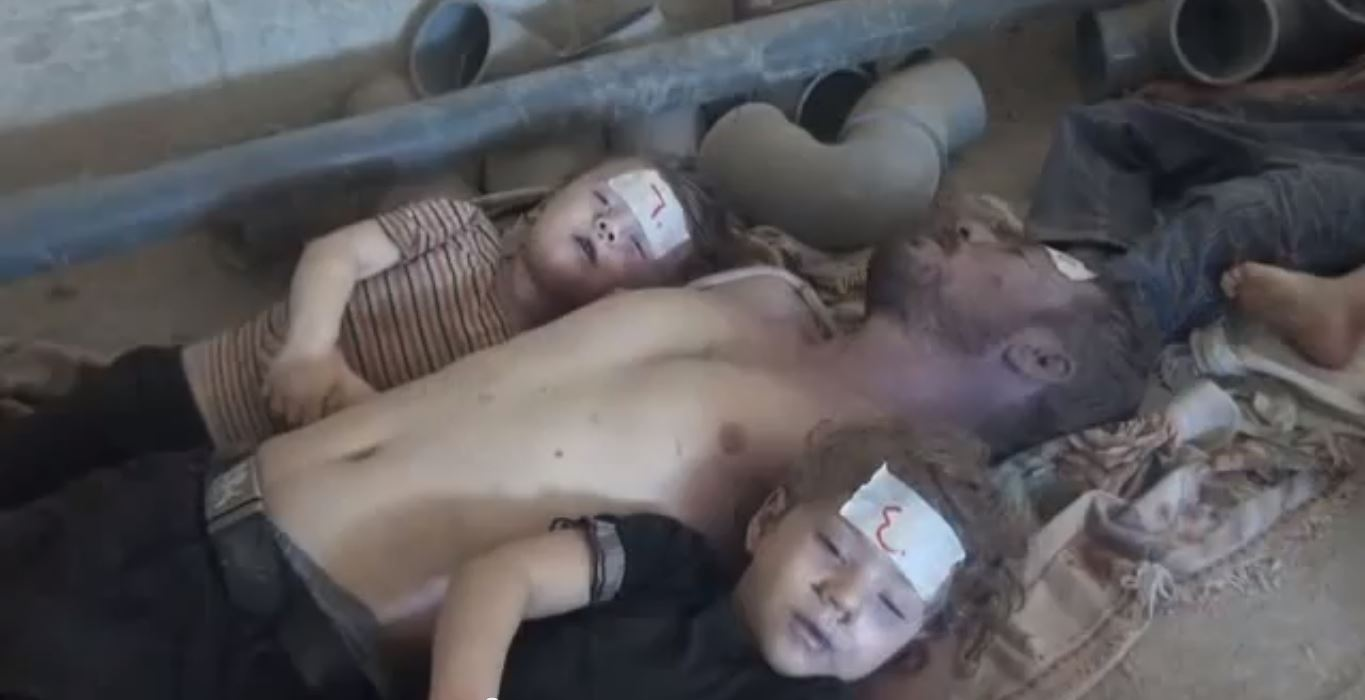
قربانیان حمله با سلاح‌های شیمیایی در غوطه

در جنگ داخلی سوریه بیش از ۵۱۱٬۰۰۰ (پانصد و یازده هزار) نفر (فقط) کشته‌اند و نیز میلیون‌ها تن زخمی و زندانی و بیش از ۱۲ (دوازده) میلیون نفر هم، آواره شده‌اند.
برخی از کارشناسان و رسانه‌های منتقد، بر این باورند که نظام جمهوری اسلامی ایران به دلیل پشتیبانی از دولت بشار اسد برای سرکوب اعتراضات ۲۰۱۱ سوریه سبب آغاز جنگ داخلی سوریه شده است، که پی‌آمد آن مرگ صدها هزار نفر، میلیون‌ها آواره، میلیاردها دلار خسارت اقتصادی و ایجاد گروه‌های تروریستی داعش و جبهه النصره شده است.
سال ۲۰۱۱ همگام با ناآرامی‌ها و اعتراضات مردم سوریه در شهرهای درعا و حلب علیه بشار اسد، روزنامه آمریکایی وال استریت جورنال گزارش داده بود که تهران تجهیزاتی در اختیار دمشق می‌گذارد تا بتواند از اجتماع تظاهرکنندگان جلوگیری کند. افزون بر آن، ایران از تلاش‌های سوریه برای جلوگیری از ارتباط‌های تظاهرکنندگان از طریق اینترنت، تلفن‌های همراه و پیامک پشتیبانی می‌کند.
تا اینکه در اتحادیه اروپا طی تصمیم مورخ ۲۳ فروردین ۱۳۹۰ (۱۳ آوریل ۲۰۱۱)، ۳۲ مقام ایرانی از جمله حسین همدانی را به دلیل نقض حقوق شهروندان ایرانی و همچنین به دلیل همکاری با بشار اسد از ورود به کشورهای این اتحادیه محروم کرد. کلیه «دارایی‌های» حسین همدانی نیز در اروپا توقیف شد.

پس از مرگ او روزنامه گاردین در مقاله‌ای عنوان کرد که کشته شدن حسین همدانی، نقش فزاینده حکومت ایران در حمایت از دولت بشار اسد در سوریه را روشن می‌کند.
مه ۲۰۱۱ برابر با اردیبهشت ۱۳۹۰ مقامات وزارت امور خارجه ایالات متحده آمریکا، قاسم سلیمانی فرمانده نیروی قدس سپاه پاسداران انقلاب اسلامی را متهم به همکاری با نیروهای امنیتی سوریه در جریان اعتراضات در این کشور و سرکوب مخالفان بشار اسد کردند. در پی این اتهام وزارت خزانه‌داری ایالات متحده آمریکا، قاسم سلیمانی را تحریم کرد.
در ۲۴ ژوئن ۲۰۱۱ (۳ تیر ۱۳۹۰)، روزنامهٔ رسمی اتحادیه اروپا گزارش کرد که کشورهای عضو اتحادیه، سه تن از فرماندهان ارشد سپاه پاسداران انقلاب اسلامی، یعنی محمدعلی جعفری، قاسم سلیمانی، حسین طائب و نیز چند شهروند و مؤسسه اقتصادی سوریه را در واکنش به ادامه سرکوب خشونت‌آمیز معترضان سوری توسط حکومت سوریه و نیروی قدس سپاه پاسداران انقلاب اسلامی، تحریم کرده‌اند.
در مرداد ۱۳۹۱ برابر با اوت ۲۰۱۲ معارضان سوری سه پهپاد ایرانی درحال تعمیر را در آزمایشگاهی در شهر حلب سوریه پیدا کردند.

## تحریم
اتحادیه اروپا روز چهارشنبه اوت ۲۰۱۱–۲ شهریور ۱۳۹۰ سپاه قدس، واحد برون مرزی سپاه پاسداران ایران را به اتهام ارائه کمک و پشتیبانی به حکومت بشار اسد برای سرکوب معترضان سوری مورد تحریم قرار داد. و نام قاسم سلیمانی و حسن چیذری در فهرست تحریم قرار گرفت.

### تحریم دو عضو نیروی قدس
وزارت خزانه‌داری ایالات متحده آمریکا روز سه‌شنبه ۲۳ اکتبر ۲۰۱۸ (اول آبان ۱۳۹۷) دو عضو نیروی قدس سپاه پاسداران ایران را در لیست تحریم‌های تروریستی خود قرار داد. این دو نفر محمد ابراهیم اوحدی و اسماعیل رضوی نام دارند و گفته شده است که از طرف نیروی قدس سپاه پاسداران امکانات مالی و تکنولوژیک در اختیار نیروهای طالبان افغانستان قرار می‌دادند. محمد ابراهیم اوحدی، یک افسر نیروی قدس سپاه پاسداران است که در سال ۲۰۱۷ (۱۳۹۶) طی دیداری در شهر بیرجند با عبدالله صمد فاروقی، معاون حاکم در سایه ولایت هرات و چهره شاخص طالبان، به توافق رسیدند که نیروهای طالبان حملاتی را علیه حکومت افغانستان در استان هرات انجام دهند و پشتیبانی مالی و پول آن را نیروی قدس تأمین کند. در بیانیه وزرات خزانه‌داری آمریکا گفته شده است که آمریکا با همکاری شش کشور عربستان سعودی، بحرین، کویت، عمان، قطر و امارات متحده عربی این تحریم‌ها را علیه ۶ چهره کلیدی طالبان و دو نفر نیروی قدس وضع کرده است. جان بولتون، مشاور اسبق امنیت ملی ایالات متحده آمریکا در یک مصاحبه رادیویی گفت: «قاسم سلیمانی خطرناک‌ترین انسان جهان است، او و سپاه پاسداران را دست‌کم نگیرید.».

### تحریم شبکه پشتیبان در ایران و عراق
دفتر کنترل سرمایه‌های خارجی وزارت خزانه‌داری آمریکا روز ۲۶ مارس ۲۰۲۰ بیست کمپانی و مقام ارشد ایرانی و عراقی و وابستگان تجاری آنها را تحریم کرد. علت تحریم‌ها حمایت و پشتیبانی یا اقدام مستقیم از جانب سپاه قدس، علاوه بر انتقال تسلیحات مرگبار به شبه نظامیان تروریست مورد حمایت ایران، از جمله کتائب حزب‌الله عصائب اهل حق و دیگر اعمال شرورانه می‌باشد. این شرکت‌ها و افراد در کارهای زیر شرکت مستقیم داشته یا از آنها پشتیبانی کرده‌اند:
- قاچاق از طریق بندر ام قصر
- پولشویی از طریق شرکتهای عراقی
- فروش نفت ایران به رژیم سوریه
- قاچاق سلاح به عراق و یمن
- تبلیغ و اقدامهای تبلیغی به نمایندگی از جانب سپاه قدس و شبه نظامیان
- ارعاب سیاستمداران عراقی
- جمع‌آوری اعانه‌های به ظاهر مذهبی برای پشتیبانی و کمک رسانی به بودجه سپاه قدس…

در نتیجه این اقدام، همه اموال و سودهای ناشی از اموال این اشخاص حقیقی و حقوقی که در قلمروی ایالات متحده باشد یا به این قلمرو بیاید یا در تحت مالکیت یا کنترل اشخاص آمریکایی باشد، باید مسدود شوند و به دفتر کنترل داراییهای خارجی گزارش شوند.

### تحریم شرکت پوششی نیروی قدس
در تاریخ اول مه ۲۰۲۰ دفتر کنترل سرمایه‌های خارجی وابسته به وزارت خزانه‌داری آمریکا یک وابسته قدیمی به مقامات ارشد نیروی قدس سپاه پاسداران، بنام امیر دیانت را که فردی دو تابعیتی ایرانی-عراقی است، لیست‌گذاری کرد. دیانت که همچنین بنام امیر عبدالعزیز جعفر المزعجی نیز شناخته می‌شود، در تلاش‌های سپاه قدس برای تولید عایدات و قاچاق سلاح به خارج دست داشته است. دفتر کنترل سرمایه‌های خارجی همچنین شرکت خدمات معدنی «طیف» را که صاحب و کنترل‌کننده آن دیانت می‌باشد، لیست‌گذاری کرده است. خزانه‌داری آمریکا همچنین ۱۲ میلیون دلار که برای خرید نفتکش ضبط شده با پرچم لیبریا بکار رفته بود را ضبط کردند و آنرا بزرگ‌ترین ضبط پول تا به امروز خواندند که برای حمایت از نیروی قدس سپاه پاسداران انقلاب اسلامی بکار رفته است.

### تحریم شبکه مالی نیروی قدس و حوثی‌های یمن
روز چهارشنبه ۴ اسفند ۱۴۰۰ وزارت خزانه داری آمریکا مجموعه‌ای از افراد حقیقی و حقوقی که زیر نظر نیروی قدس سپاه پاسداران و سعید الجمال، یکی از سازمان‌دهندگان اصلی عملیات مالی حوثی‌ها فعالیت می‌کند را تحریم کرد. این شبکه در تأمین ده‌ها میلیون دلار برای این گروه دخیل بوده است.

### تحریم سه شخص مرتبط با نیروی قدس
روز دوشنبه ۱۶ خرداد ۱۴۰۱ وزارت خزانه داری آمریکا اعلام کرد که «مرکز هدف‌گیری تأمین مالی تروریسم» موسوم به تی اف تی سی سه شخص مرتبط با نیروی قدس سپاه پاسداران انقلاب اسلامی را مشمول تحریم کرده است. علی قصیر، مقداد امینی، و مرتضی هاشمی اعضای دو شبکه تحت مدیریت نیروی قدس سپاه پاسداران و حزب‌الله لبنان هستند که هر دوی این سازمان‌های تروریستی را تأمین مالی می‌کنند. نیروی قدس همچنین با تکیه بر این سه شخص، اقدام به پولشویی برای مقامات حزب‌الله و سازمان‌های وابسته به آن و نیز عقد قراردادهای تجاری انجام داده است.

### تحریم اسماعیل قاآنی و ۴ عضو شاخه فلسطین نیروی قدس
دولت بریتانیا روز پنجشنبه ۱۴ دسامبر (۲۳ آذر) اسماعیل قاآنی فرمانده نیروی قدس سپاه و محمد سعید ایزدی، علی مرشد شیرازی، مجید زارعی و مصطفی مجیدخانی از اعضای شاخه فلسطین سپاه قدس را به دلیل همکاری با گروه‌های تروریستی حماس و جهاد اسلامی فلسطین مورد تحریم قرار داد.

### تحریم یگان ۷۰۰ نیروی قدس
دولت بریتانیا سه تن از فرماندهان نیروی قدس بنام‌های حمید فاضلی و بهنام شهریاری و عبدالفتاح اهوازیان و همچنین یگان ۷۰۰ نیروی قدس سپاه را بدر لیست تحریم‌های خود قرار داد.

## وضعیت نیرو پس از کشته شدن قاسم سلیمانی
خبرگزاری آسوشیتدپرس در ۲۲ خرداد ۱۳۹۹، گزارشی با عنوان «ایرانِ دچار مشکل برای حفظ نفوذش بر شبه‌نظامیان عراق هم در حال دست‌وپنجه نرم کردن است» منتشر کرد. به نوشته آسوشیتدپرس، اندکی پس از کشته شدن قاسم سلیمانی، اسماعیل قاآنی، فرمانده جدید این نیرو، در نخستین سفرش در مقام جدید به عراق، با فرماندهان حشد الشعبی و گروه‌های تحت حمایت جمهوری اسلامی دیدار کرد اما «در حالی که آنها همچون همیشه چشم‌انتظار پول نقد بودند، قاآنی به آنها انگشترهای نقره داد».
بنابر همین گزارش، اسماعیل قاآنی برای دومین سفرش به عراق که ماه آوریل انجام شد ناچار بود ویزا بگیرد.
آسوشیتدپرس به نقل از چند مقام دولتی عراق و همچنین چند تن از اعضای ارشد حشد الشعبی، این رویدادها را از یک سو نتیجه مشکلات شدید اقتصادی ایران و از سوی دیگر به خاطر دیدگاه سیاسی نخست‌وزیر جدید عراق، مصطفی الکاظمی، دانسته است. آسوشیتدپرس می‌گوید ابومهدی المهندس و قاسم سلیمانی نقش متحد کننده این گروه‌ها را داشتند و پس از کشته شدن آن دو، اختلافات تا حدی بالا گرفته است که نخست‌وزیر عراق در دیدار اخیرش از مقر فرماندهی حشد الشعبی، ناچار شد دو گروه اصلی مخالفان را در دو طرف راست و چپ خود بنشاند.
آسوشیتدپرس همچنین نوشته است در حالی که سلیمانی مستقیماً به زبان عربی با این گروه‌ها ارتباط برقرار می‌کرد، جانشین او از طریق مترجم، و عمدتاً با مدیریت و هماهنگی ایرج مسجدی، سفیر ایران در بغداد، ایفای نقش می‌کند و با رهبران گروه‌های شبه‌نظامی آشنایی کمتری دارد. سه مقام رسمی عراق به آسوشیتدپرس گفته‌اند اسماعیل قاآنی در دومین سفرش به عراق، به گروه‌های تحت حمایت جمهوری اسلامی گفته است فعلاً به بودجه عراق اکتفا کنند و منتظر کمک ایران نباشند.

## فرماندهان
| ر. | تصویر         | فرمانده                                | آغاز تصدی | پایان تصدی  | طول دوران | منبع |
| -- | ------------- | -------------------------------------- | --------- | ----------- | --------- | ---- |
| ۱  | احمد وحیدی    | — احمد وحیدی (زادهٔ ۱۳۳۷)               | ۱۳۶۷      | ۱۳۷۶        | ۹–۱۰ سال  | –    |
| ۲  | قاسم سلیمانی  | سرتیپ پاسدار قاسم سلیمانی (زادهٔ ۱۳۳۵)  | ۱۳۷۶      | ۱۳۹۸        | ۲۶–۲۷ سال |      |
| ۳  | اسماعیل قاآنی | سرتیپ پاسدار اسماعیل قاآنی (زادهٔ ۱۳۳۶) | ۱۳۹۸      | در حال تصدی | ۴–۵ سال   |      |